# François Legault
François Legault (Lachine, 26 maggio 1957) è un politico e imprenditore canadese, Premier del Québec dal 2018.
Tra i fondatori della compagnia aerea Air Transat, nel 1998 è entrato in politica venendo eletto all'Assemblea del Québec con il Parti Québécois, il principale rappresentante dell'indipendentismo del Québec. Dal 1998 al 2002 ha ricoperto l'incarico di Ministro dell'istruzione, e dal 2002 al 2003 di Ministro della salute e dei servizi sociali.
Allontanatosi dalle idee indipendentiste, nel 2011 ha fondato il partito Coalition Avenir Québec, di centro-destra nazionalista. Nel 2018 il partito ha vinto le elezioni, e Legault è diventato Premier del Québec. Nel 2022 Legault e CAQ sono stati riconfermati.

## Carriera
Imprenditore del settore del trasporto aereo, dopo attività in Quebecair e Nationair nel 1986 ha co-fondato la compagnia aerea Air Transat, ricoprendone la carica di amministratore delegato dalla fondazione al 1997.
Nel 1998 entra nel Parti Québécois, presentandosi e venendo eletto nelle elezioni provinciali di quell'anno. Appena eletto all'assemblea è entrato nel governo PQ di Lucien Bouchard. Dal 1998 al 2002 ha ricoperto l'incarico di Ministro dell'istruzione, e dal 2002 al 2003 di Ministro della salute e dei servizi sociali.
Allontanatosi dalle idee indipendentiste, nel 2009 ha abbandonato il PQ. Nel 2011 ha annunciato la nascita di un nuovo soggetto politico autonomista, la Coalition Avenir Québec, attraendo defezioni dal PQ e dall'Azione Democratica del Québec. All'inizio del 2012 l'ADQ ha votato per una fusione con la CAQ, venendo inglobata da quest'ultima. Nonostante il passato di Legault nel PQ, la Coalizione si è quindi configurata come soggetto politico di centro-destra nazionalista ma contrario all'indipendentismo del Québec.
Nella tornata elettorale del 2018 il partito ha ottenuto la maggioranza dei seggi, eleggendo Legault come Premier della provincia. Nel 2022 CAQ e Legault sono stati confermati per un altro mandato.